# Huis van Afgevaardigden (Libië)
Het Huis van Afgevaardigden (Arabisch: مجلس النواب, Maǧlis an-Nūwāb) is het eenkamerparlement van Libië. Het Huis van Afgevaardigden telt 200 leden en werd in 2014 opgericht ter vervanging van het overgangsparlement, het Algemene Nationale Congres (المؤتمر الوطني العام) dat in 2012 werd ingesteld na de val van het regime van Muammar al-Qadhafi (2011). Verkiezingen vinden plaats op basis van een districtenstelsel en kandidaten worden op partijloze basis gekozen.
Vanwege de aanhoudende burgeroorlog zetelt het Huis van Afgevaardigden niet in Tripoli, maar in Tobroek, in het oosten van het land.
Parlementsvoorzitter is Aguila Saleh Issa (partijloos), die daarmee tevens staatshoofd is van Libië. Zijn rechtmatigheid wordt echter door zijn politieke en militaire tegenstanders betwist.